# Ariane 3

O foguete Ariane 3 durante o lançamento dos satélites ECS-2 e Telecom 1A.

O Ariane 3 foi um foguete descartável europeu, que foi usado em onze lançamentos entre 1984 e 1989. Foi um membro da família de foguetes Ariane, o mesmo foi derivado do Ariane 2, embora ele voou antes. Ele foi projetado pelo Centre National d'Études Spatiales, e produzido pela Aérospatiale, na França.
O Ariane 3 seguiu o mesmo projeto básico como o primeiro foguete da família, o Ariane 1, mas ele incorporou modificações feitas para o Ariane 2. Ao contrário do Ariane 2, foi colocado dois estágios PAP de   combustível sólido  para aumentar a primeira etapa da decolagem.

## Histórico de lançamento
O Ariane 3 fez seu voo inaugural em 4 de agosto de 1984, quase dois anos antes do Ariane 2, da qual tinha sido derivado, colocando os satélites ECS-2 e Telecom 1A em órbita de transferência geoestacionária. Foram onze lançamentos com dez sucessos e um fracasso. A falha ocorreu no quinto voo, lançado em 12 de setembro de 1985, quando a terceira fase não conseguiu inflamar resultando em que o foguete não conseguisse alcançar a órbita. Os satélites ECS-3 e Spacenet 3 foram perdidos no fracasso.
O Ariane 3 foi rapidamente substituído pelo mais potente Ariane 4, resultando em um número relativamente pequeno de lançamentos. Ele fez o seu último voo em 12 de julho de 1989, levando o satélite Olympus F1.

### Lançamentos
- 1º Ariane-3 V-10:  lançamento dos satélites ECS-2 e Telecom 1A em 4 de agosto de 1984
- 2º Ariane-3 V-11:  lançamento dos satélites Spacenet 2 e MARECS 2 em  10 de novembro de 1984
- 3º Ariane-3 V-12:  lançamento dos satélites Arabsat 1A e Brasilsat A1 em 8 de fevereiro de 1985
- 4º Ariane-3 V-13:  lançamento dos satélites GStar 1 e Telecom 1B em 8 de maio de 1985
- 5º Ariane-3 V-15:  lançamento dos satélites Spacenet 3 e ECS-3 em 12 de setembro de 1985
- 6º Ariane-3 V-17:  lançamento dos satélites GStar 2 e Brasilsat A2 em 28 de março de 1986
- 7º Ariane-3 V-19:  lançamento dos satélites Aussat A3 e ECS-4 em 16 de setembro de 1987
- 8º Ariane-3 V-21:  lançamento dos satélites Spacenet 3R e Telecom 1C em 11 de março de 1988
- 9º Ariane-3 V-24:  lançamento dos satélites INSAT-1C e ECS-5 em 21 de julho de 1988
- 10º Ariane-3 V-25: lançamento dos satélites GStar 3 e SBS-5 em 8 de setembro de 1988
- 11º Ariane-3 V-32: lançamento do satélite Olympus F1 em 12 de setembro de 1989